# Malta-klass
Malta-klassen var en brittisk klass av hangarfartyg som konstruerades under andra världskriget. Fyra fartyg beställdes 1943 för Royal Navy, men ändrade taktiska uppfattningar, baserade på amerikanska erfarenheter från Stillahavskriget, orsakade upprepade ändringar av konstruktionen, som inte blev klar före krigsslutet. Alla fyra fartygen avbeställdes 1945 innan de hade kölsträckts.

## Bakgrund
I juli 1942 bildade flottan en kommitté för framtidsplanering för att undersöka flottans behov under resten av kriget. Kommittén fick i uppdrag att förutse flottans beredskap och behov för januari 1944 och insåg att det krävdes en stor utbyggnad av marinflyget, vilket innebar att det skulle behövas fler hangarfartyg. Många faktorer samverkade för att driva upp storleken på dessa nya hangarfartyg, särskilt flygplanens ökande storlek och hastighet och önskan att öka antalet flygplan ombord på flottans hangarfartyg. Ett annat viktigt övervägande var förändringen av hangarfartygens taktik från den tidigare doktrinen med fler attacker med ett mindre antal flygplan till användningen av stora, enskilda luftattacker.
Sir Stanley V. Goodall, direktör för "Naval Construction" (DNC), föreslog en rad olika designer, med både öppna och slutna hangarer. Den 8 oktober 1943 valde Amiralitetstyrelsen en konstruktion med sluten hangar, med ett pansrat flygdäck och fem propelleraxlar. Rapporter från amerikanska operationer i Stilla havet övertygade dock styrelsen om att ompröva hangarkonstruktionen. Amerikanska erfarenheter hade visat att förmågan att skicka iväg alla flygplan i ett enda luftangrepp var avgörande. Detta krävde en välventilerad, öppen hangarkonstruktion, som skulle minska den tid som krävdes för att starta flygplanen genom att låta dem påbörja den typiska 15-minuters motoruppvärmningen medan de fortfarande stod i hangaren. Den 15 maj 1944 ändrade styrelsen sig och beordrade DNC att ta fram en design med öppen hangar och lyftanordningar på däckskanten. I juni bestämdes att ett opansrat flygplansdäck skulle användas.
Den nya konstruktionen, 270 meter lång vid vattenlinjen och känd som "Design X", lades fram för styrelsen 10 augusti, men den godkändes inte. I oktober väcktes farhågor om storleken på design X, eftersom den kunde få problem med att manövrera i trånga hamnar, och DNC ombads att ta fram två mindre designförslag: X1, 15 meter kortare, och Y, 46 meter kortare. Design Y var för kort för effektiv drift med de större framtida flygplan som kommittén räknade med, så X1 valdes. Den framfördes till nämnden 12 april 1945 och utarbetades i väntan på ett godkännande som aldrig skulle komma. I styrelsens protokoll från den 31 augusti noterades att ytterligare överväganden av konstruktionen hade skjutits upp.

## Beskrivning
Om X1-konceptet hade godkänts så skulle Malta-klassen ha varit ungefär lika stor som de amerikanska hangarfartygen i Midway-klassen med en total längd på 273,4 meter och en vattenlinje på 259,1 meter. Bredden skulle ha varit 35,2 meter vid vattenlinjen och de skulle ha haft ett djupgående på 10,7 meter vid fullast. Fartygen skulle ha haft ett deplacement på 47 640 ton och 58 600 ton vid fullast. Deras metacentriska höjd beräknades vara 2,6 meter vid standardlast och 3,9 meter vid fullast. 3 520 officerare och värnpliktiga skulle ingå i besättningen.
Det 270,7 meter långa flygdäcket hade en maximal bredd på 37,1 meter. Eftersom det obepansrade flygdäcket krävde en expansionsfog ungefär mittskepps kunde Maltas kontrolltorn inte vara en enda struktur utan delades upp i två, vardera sektionen med en egen skorsten. Detta gjorde att turbulensen kring tornen kunde minskas och gav mer utrymme för radar och eldledningssystem. Fartygen skulle ha varit utrustade med 16 arresteringskablar som var utformade för att stoppa landande flygplan med en vikt på upp till 9,1 ton vid hastigheter på upp till 139 km/h. De skulle också använda tre krockbarriärer för att förhindra att landande flygplan kraschade in i flygplan parkerade på fartygets bog. Två nykonstruerade hydrauliska flygplanskatapulter placerade på den främre delen av flygdäcket var avsedda att avfyra fullt lastade flygplan med en hastighet av 240 km/h. Fartygen konstruerades med fyra lyftanordningar på 14 000 kg (två på mittlinjen (13,7-14,0 meter) och två på babordssidan (16,5-11,0 meter) för att underlätta snabb förflyttning av flygplan mellan flygdäck och hangar. Hangaren var 134,1 meter lång, med en maximal bredd på 27,4 meter och en höjd på 5,33 meter för att rymma amerikanska flygplan konstruerade för den höjden. I händelse av brand var hangaren tänkt att kunna delas upp av fyra skjutbara ståldörrar. Med hangarutrymmena och däcksparken skulle Malta-klassen ha kunnat rymma mellan 80 och 108 flygplan. 860 000 liter flygbränsle kunde medföras.

### Framdrivningssystem
Fartygen skulle ha använt fyra Parsonturbiner med dubbla reduktionsväxlar som vardera drev en axel och som använde ånga från åtta Admiralty 3-drum-pannor. Pannorna var fördelade på fyra pannrum, men alla fyra turbiner fanns i en enda avdelning, långt akterut. Turbinerna var konstruerade för att producera totalt 200 000 shp (150 000 kW), vilket räckte för att ge fartygen en maxhastighet på 33,25 knop (61,58 km/h). Malta-klassen var konstruerad för att kunna transportera 7 100 ton eldningsolja och diesel (för nödgeneratorerna). Detta var avsett att ge fartygen en räckvidd på 7 100 nautiska mil (13 100 km) vid 20 knop (37 km/h) eller 5 600 nautiska mil (10 400 km) vid 24 knop (44 km/h).

### Bestyckning
Fartygets huvudbeväpning var tänkt att bestå av sexton QF 11,3 cm Mark VII-kanoner, av vilket åtta av dessa var RP 41 Mk VII-torn med allmålsförmåga. Kanonen hade en maximal räckvidd på 18 980 meter vid en höjd av +45° och ett tak på 12 000 meter. Det lätta luftvärnet skulle ha bestått av 55 stycken 40 mm Bofors automatkanoner i åtta sexdubbelt stabiliserade, eldrivna RP 50 Mk VI-fästen och sju enkelfästen av okänd typ. Bofors-kanonen hade en maximal räckvidd på 9 830 meter och ett tak på 7 200 meter.

### Pansar
Det 102 mm tjocka hangardäckspansaret i design X1 var en minskning från det 150 mm tjocka pansaret som krävdes i den ursprungliga X-konfigurationen. Pansarbältet vid vattenlinjen var också 150 mm tjockt, men täckte endast fartygets centrala del för att bilda det bepansrade citadellet. Bältet stängdes av 76 mm stora tvärgående skott i för- och akterled. 38 mm av pansar sträckte sig 12,2 meter framåt och 18,3 meter bakåt från bältet för att skydda vattenlinjen mot splitterskador.
Undervattensskyddet var ett skiktat system av vätske- och luftfyllda avdelningar, som stöddes av ett lutande hållande skott som var 100 mm tjockt i toppen och smalnade av till en tjocklek på 51 mm i botten, och beräknades kunna motstå en sprängladdning på 540 kg. En tidigare version hade dock beräknats kunna motstå en 910 kg tung laddning, men misslyckades mot en 450 kg tung laddning i ett fullskaligt test.
Magasinen för 11,3 cm kanonerna och styrväxeln låg båda utanför det bepansrade citadellet och hade sitt eget pansar. Magasinen hade 100 mm tak och sidor, med 76 mm ändar, medan styrväxeln också hade ett 100 mm tak, men bara 76 mm sidor och ändar.

## Beställning och avbeställning
I juli 1943 beställdes fyra fartyg långt innan designen var färdig. Africa beställdes ursprungligen som ett icke namngivet hangarfartyg av Audacious-klass, men beställningen ändrades till ett fartyg av Malta-klass den 12 juli 1943. Malta, New Zealand och Gibraltar beställdes alla tre dagar senare. New Zealand beställdes ursprungligen från Cammell Laird, men kontraktet överfördes till Harland and Wolff den 22 juli 1944. Amiralitetet beordrade Vickers att inte beställa mer material den 27 april 1944 och med tanke på att slutritningar aldrig utfärdades till byggarna är det osannolikt att någon av dem faktiskt gjorde mer än förarbeten. Inget av fartygen kölsträcktes, och alla planer avbröts före slutet av 1945.

### Skepp
| Namn            | Tilldelat varv                                                              | Varvsnummer      | Avbeställd       |
| --------------- | --------------------------------------------------------------------------- | ---------------- | ---------------- |
| HMS Africa      | Fairfield Shipbuilding and Engineering Co., Govan, Scotland                 | 722              | 15 oktober 1945  |
| HMS Gibraltar   | Vickers-Armstrong, Newcastle-upon-Tyne                                      | 82               | 15 oktober 1945  |
| HMS Malta       | John Brown & Co., Clydebank                                                 | 624              | 13 december 1945 |
| HMS New Zealand | Cammell Laird, Birkenhead then Harland and Wolff, Belfast, Northern Ireland | 1159 senare 1304 | 13 december 1945 |